# Château de Chassy (Chassy)
Pour les articles homonymes, voir Château de Chassy et Chassy.
Le château de Chassy est situé sur la commune de Chassy en Saône-et-Loire, à la sortie est du village, perché sur le flanc d’un petit vallon où naît le ruisseau de Clessy près de l'ancien lavoir du bourg.

## Description
L’aspect actuel date en majeure partie du XVe siècle. Le château est bâti sur une ancienne maison-forte portant la date de 1056.
Au-dessus d’un robuste corps de logis pointent deux tours rondes, une tour carrée et une tour hexagonale. À proximité se trouvent une ancienne dépendance et un colombier circulaire massif.
Le château est une propriété privée et ne se visite pas.
Le château est inscrit à l’Inventaire supplémentaire des monuments historiques depuis mars 1927, puis la protection sera étendue le 4 octobre 2012 au logis, aux dépendances, à l'enceinte et au terrain d'assiette. Un arrêté publié le 17 novembre 2022 vient classer l'ensemble castral de Chassy.

## Historique
- Des origines au XVe siècle, divers seigneurs se partagent le fief parmi lesquels:
  - Les Du Bois
  - Les Chassy, dont, selon Courtépée, Pierre de Chassy, époux d’Alix de Busseul (d'une famille noble dont le château se situait près de Charolles) qui se fit religieuse après la mort de son mari assassiné au XIIe siècle
  - Les Jantes, avec, à partir de 1315, Hugues de Jantes qui fait foi et hommage au comte de Charolais « de sa maison de Chaci » ; la référence à un château apparaît à partir de 1404
  - Les Choul (ou Choux), dont Claude Choux, époux de Jeanne Brichard, qui se fit édifier, vers 1500, une chapelle seigneuriale
- 1540 : Françoise Choux apporte le domaine en dot à Jean de Bernault
- Propriété des La Guiche
- Propriété des Beaudoin de Digoin, dont Sylvain-Raphaël de Baudoin, brigadier des armées et capitaine aux gardes françaises
- Celui-ci vend le château à Hugues de Mayneaud de Bisefranc (également de Digoin)
- Milieu XVIIIe siècle :  ce dernier revend le domaine au comte Antoine Augustin Jean-Louis Duprat-Barbançon, petit-fils de Jean Hector de Fay, marquis de la Tour Maubourg, baron des Essanlés, seigneur de Clessy, Vendenesse, Rochefort et Villefay, Maréchal de France et créateur des Forges de Gueugnon en 1724.

Aujourd’hui, ce château appartient au Lieutenant-colonel Bernard de Benoist de Gentissart.